# Rhadamantus-Klänge
Rhadamantus-Klänge ist ein Walzer von Johann Strauss (Sohn) (op. 94). Das Werk wurde um 1851 erstmals aufgeführt.